# Augusto Michelotti
Augusto Michelotti (San Marino, 14 ottobre 1950) è un politico sammarinese, dal 27 dicembre 2016 Segretario di Stato per il territorio e l'ambiente della Repubblica di San Marino.

## Biografia
Nel 1970 consegue il diploma di geometra presso l’Istituto Tecnico Valturio di Rimini. La prima esperienza politica risale al 2006, quando entra a far parte del Consiglio Grande e Generale. Nel 2012, dopo una pausa di 4 anni, è rientrato in CGG. Dal gennaio 2016 ha fatto parte della Commissione Interparlamentare ed è stato membro del Consiglio d’Europa a Strasburgo.
Il 27 dicembre 2016 viene nominato Segretario di Stato per il territorio e l'ambiente con deleghe all'Agricoltura, Turismo, Protezione Civile, Rapporti con l’A.A.S.L.P. e Politiche giovanili.